# Abdelhalim Hachaichi
Abdelhalim Hachaichi – algierski zapaśnik walczący w stylu wolnym. Złoty medalista igrzysk afrykańskich w 1987. Zdobył trzy medale na mistrzostwach Afryki w latach 1981 – 1990.
Piąty na igrzyskach śródziemnomorskich w 1983. Brązowy medalista mistrzostw Arabskich w 1983 roku.